# Tomb Raider: Underworld
Tomb Raider: Underworld ist der neunte Teil der Action-Adventure-Computerspieleserie Tomb Raider rund um die Archäologin Lara Croft. Das Spiel wurde wie Tomb Raider: Legend und Tomb Raider: Anniversary von Crystal Dynamics entwickelt. Es wurde im November 2008 veröffentlicht.

## Handlung
Im Mittelpunkt der Geschichte steht Mjölnir, der Hammer des Donnergottes Thor. Lara ist auf der Suche nach diesem anscheinend mächtigen Werkzeug, um einen Weg nach Avalon zu finden, um dort etwas über das Schicksal ihrer Mutter zu erfahren. Die Schauplätze sind eine unentdeckte, versunkene Ruine im Mittelmeer, der Dschungel von Thailand und dem südlichen Mexiko, die Arktis und Laras Anwesen Croft Manor.
Die Handlung schließt an die Geschehnisse von Tomb Raider: Legend an. Lara ist weiter auf der Suche nach ihrer Mutter, die sich in Avalon befinden soll. Dafür reist sie zuerst ins Mittelmeer und spürt dort eine Ruine auf. Dort wird sie von einem Riesenkraken angegriffen, aber sie schafft es, diesen zu töten. In den Ruinen erfährt sie etwas über Niflheim, eine nordische Unterwelt, und etwas über Thor. Lara findet einen von Thors Handschuhen, den man braucht, um dessen Hammer führen zu können. Nachdem sie den Handschuh an sich genommen hat passt dieser sich perfekt an ihre Hand an. Sie wird jedoch kurz darauf von Söldnern angegriffen, die ihr den Handschuh wegnehmen und den Eingang des Raumes sprengen.
Über einen anderen Weg gelangt Lara jedoch wieder aus der Ruine und sieht zurück an der Wasseroberfläche ein Schiff. Auf dem Schiff trifft Lara ihre frühere Freundin und jetzige Feindin Amanda und Natla, die unsterbliche Königin von Atlantis, die ihr ebenfalls nach dem Leben trachtet, wieder. Natla erzählt Lara, dass sich Lara nach Thailand begeben soll, wenn sie mehr erfahren will. Dann wird der Glaskäfig, in dem Natla gefangen ist, mit einem Helikopter aus dem Schiff gezogen, da dieses sinkt, weil ein Söldner, beim Versuch Lara zu töten, eine explosive Leitung getroffen hat.
Nachdem sich Lara ihren Weg durch den Thailändischen Dschungel gekämpft hat, steht sie vor Thors Statue und muss dort eine riesige Brücke bewegen. Nachdem sie auch das geschafft hat, erfährt sie, dass sich der zweite Handschuh in der Gruft unter ihrem Haus befindet. Nachdem sie in der Gruft die zwei Wächter bezwungen hat, kehrt sie mit dem zweiten Handschuh zur Oberfläche zurück. Das Croft Manor explodiert plötzlich. Ein Doppelgänger Laras, geschaffen von Natla, kontrolliert durch Amanda, tötet Alister, einen Freund Laras. Lara schwört Rache.
Nun muss sie weiter nach Mexiko reisen, um dort Thors Gürtel zu finden. In der Unterwelt von Xilbalba muss sie sich gegen Spinnen und Untote zur Wehr setzen, die das mächtige Artefakt bewahren. Mit dem Gürtel und den Handschuhen ist Lara danach mächtig genug, sich Thors Hammer auf der Insel Jan Mayen zu holen. Hier gilt es riesige Eisräume zu meistern und einen Yeti zu bekämpfen. Mit dem Hammer ausgerüstet tritt Lara ein zweites Mal Natla gegenüber, die in einem weiteren Tanker von Amanda gefangen ist. Der Doppelgänger taucht wieder auf, es kommt zum Kampf. Amanda wird verletzt und weggeschleudert, der Doppelgänger flüchtet. In ihrer Wut zertrümmert Lara Natlas Glaskäfig. Diese fliegt davon, sagt aber Lara, wo sie sich wieder treffen werden, da auch sie nach Avalon möchte.
Im Eismeer taucht Lara in riesige Ruinen, wo sie auf Natla trifft, die ein Ritual als Göttin durchführt, damit Thor beide einlässt. Dann schlägt Lara mit dem Hammer an eine Tür, die sich öffnet. An einem See mit Wasser, der Untote ausspuckt, findet Lara ihre Mutter, die auch zur Untoten geworden ist, wahrscheinlich weil sie mit dem Gift in Berührung kam. Natla taucht auf und erzählt wie Laras Vater Richard Croft von ihr ermordet wurde, als er sich weigerte, Informationen bezüglich Avalon preiszugeben. Natla hat vor, mithilfe einer Maschine der Götter Chaos über die Welt zu bringen.
Mithilfe von Amanda, die überlebt hatte und ihnen gefolgt war, können sie den Doppelgänger und Natla vernichten, indem beide in das giftige untote Wasser fallen. Die Maschine explodiert. Lara und Amanda entkommen über das Portal, das schon aus dem Spiel Legend bekannt ist, und das zurück nach Nepal führt, wo Laras Mutter verschwand. Lara wünscht ihrer Mutter Frieden und verlässt mit Amanda den Tempel in Nepal.

### Alternatives Ende
Es existiert ein alternatives Ende, welches unmittelbar an das von Tomb Raider: Underworld anschließt. Draußen im Sturm versucht Amanda Lara umzubringen, sie ist immer noch nicht über die vergangenen Geschehnisse in der Archäologenzeit hinweg. Lara kennt keine Gnade, schließlich hat Amanda Alister getötet und dies schon mehrere Male bei ihr versucht. Sie schießt Amanda ins Bein und lässt sie im Eis zurück.

## Spielprinzip und Technik
Neben überarbeiteter Grafik bzw. einer von Grund auf neu programmierten Spiel-Engine hat Crystal Dynamics weitere neue Features integriert. So beherrscht Lara über 1700 Bewegungen, trotzdem ist die Bedienung noch intuitiver als gewohnt. Auch die Spielwelten (Levels) sind dynamischer: Lara kann jetzt mit ihrer Umwelt umfangreicher interagieren. Neben wechselnden Wetterverhältnissen kann Laras Körper je nach Einsatz mit Wunden und Schmutz versehen werden, welcher durch Regen wieder abgewaschen wird. Lara hinterlässt jetzt auch Fußabdrücke in der Umgebung. Auch neue Kampftechniken gehören zum Repertoire. Lara kann nun beispielsweise ihre Waffen auf zwei verschiedene Ziele gleichzeitig richten. Mit Adrenalin lassen sich die Gegner in Zeitlupe besiegen. Die oftmals kritisierte KI der Gegner wurde verbessert und getötete Gegner bleiben jetzt im Level liegen. Eric Lindstrom, der Creative Director von Crystal Dynamics, erklärte, dass der Spieler in Tomb Raider normalerweise klettert, kämpft oder ein Rätsel löst. Dies soll bei Underworld anders sein: Alle Elemente sind jetzt miteinander verschachtelt.
Auch ein benutzbares Fahrzeug gibt es wieder: Ein Gelände-Motorrad, mit dem es möglich ist auf Schmutz, Schnee und Eis zu fahren.
Zu einer interessanten Neuerung gehört die Sonar-Karte: Dieses Werkzeug zeigt dem Spieler ein 3D-Bild von Laras Umgebung, indem es einen aktiven Sonar-Ping ausstrahlt. Somit ist es möglich, versteckte Objekte und Räumlichkeiten zu sehen.
Es dauert laut diversen Spieletestern etwa zehn Stunden das Spiel zu beenden.

## Entwicklungs- und Produktionsgeschichte
In den musikalischen Untermalungen werden nicht nur regelmäßig Motive aus früheren TR-Spielen, sondern auch veränderte und eingepasste Motive aus Richard Wagners Der Ring des Nibelungen genutzt.

### Add-ons

#### Unter der Asche
Ab dem 24. Februar 2009 steht exklusiv für die Xbox 360 das Add-on-Download Unter der Asche zur Verfügung.
Nachdem Laras Anwesen durch ihre Doppelgängerin verwüstet wurde, findet sie unter den Ruinen ein Netz aus Gängen und Höhlen. Ziel ist es, in den Katakomben ein geheimnisvolles Artefakt aufzusuchen. Dieses wurde auf einer früheren Expedition von Laras Vater gefunden. Es verleiht Kontrolle über die Untoten aus Avalon. Die Doppelgängerin taucht plötzlich auf. Sie hat überlebt. Da sie jedoch durch das Artefakt kontrollierbar ist, schickt Lara sie zurück zu Natla, um ihr die Hölle heißzumachen, da wahrscheinlich auch sie zum dritten Mal zurückgekehrt ist. Zusätzlich sind in dem neuen Download noch sechs neue Outfits enthalten.

#### Laras Schatten
Nach Unter der Asche ist Laras Schatten die zweite kleinere Fortsetzung von Tomb Raider: Underworld für die Xbox 360, bei der man anstelle von Lara Croft ihre wesentlich stärkere Doppelgängerin spielt. Ziel ist es zunächst, Natlas Wünsche zu erfüllen. Doch als diese die Doppelgängerin nach Croft Manor schickt – hier überschneiden sich Unter der Asche und Laras Schatten –, wird diese von Lara zurückgeschickt, um Natla zu terrorisieren. Nun gilt es, Laras Wunsch zu erfüllen und scheinbar Natla schlussendlich zur Strecke zu bringen.

## Rezeption
Bis zum Jahresende 2008 wurden weltweit etwa 1,5 Millionen Kopien des Spieles verkauft, 500.000 Stück weniger als von Publisher Eidos erwartet. Die Mindereinnahmen hierdurch beliefen sich auf etwa 20 Millionen Pfund. Vor allem in Nordamerika wurden weniger Spiele als geplant verkauft, was Eidos auf niedrigere Einkaufsmengen der Händler und unerwartet starke Preissenkungen zurückführte. In der Folge überlegte Eidos, sowohl Aussehen und Spielweise zukünftiger Tomb-Raider-Spiele als auch die Figur Lara Croft zu überarbeiten, um sie unter anderem auch für weibliche Spieler interessanter zu machen.